# Vendôme (metrostation)
Vendôme is een metrostation in het stadsdeel Côte-des-Neiges–Notre-Dame-de-Grâce van de Canadese stad Montréal. Het station werd geopend op 7 september 1981 en wordt bediend door de oranje lijn en de roze lijn van de metro van Montréal.